# Il grande Gatsby (film 1949)
Il grande Gatsby (The Great Gatsby) è un film del 1949, diretto da Elliott Nugent, tratto dall'omonimo romanzo di Francis Scott Fitzgerald del 1925.
Il romanzo aveva già avuto una prima trasposizione cinematografica all'epoca del muto, diretta nel 1926 da Herbert Brenon e interpretata da Warner Baxter e Lois Wilson. La versione muta è andata definitivamente persa.
Una terza versione è stata girata nel 1974 da Jack Clayton e ha avuto come protagonisti Robert Redford e Mia Farrow, mentre una quarta versione è uscita nel 2013, diretta da Baz Luhrmann ed interpretata da Leonardo DiCaprio, Carey Mulligan e Tobey Maguire.
Esiste anche una versione realizzata per la televisione nel 2000 interpretata da Toby Stephens e Mira Sorvino.

## Trama
Il misterioso e ricco Jay Gatsby stringe amicizia con il giovane Nick ma il suo scopo è riprendere i contatti con Daisy, suo grande amore ormai sposata a Tom Buchanan. Lo stesso aiuto gli viene anche fornito da Janet, amica dei Buchanan, la quale rivela a Nick l'infedeltà di Tom. Inizialmente Daisy sembra accettare la corte di Jay ma al momento decisivo non riesce a separarsi dal marito.
Dopo aver appreso da Tom che Gatsby è il responsabile della morte di sua moglie, George lo uccide e si spara. In realtà la donna era l'amante di Tom e l'auto che l'ha investita era guidata da Daisy. Al funerale di Jay si nota l'assenza di Daisy partita improvvisamente con il marito.

## Produzione
La casa di produzione Paramount deteneva i diritti per la versione cinematografica del romanzo ma era dubbiosa, lo scrittore Francis Scott Fitzgerald infatti non godeva di una altissima considerazione all'epoca.
Inizialmente per il ruolo di Daisy era stata fatta la candidatura di Gene Tierney, mentre Tyrone Power aveva preso accordi per essere il protagonista solo accanto a lei. Dato che la produzione considerava l'attrice troppo bella non venne presa, di conseguenza anche l'attore si ritirò dal progetto. 
Il film avrebbe dovuto essere diretto da John Farrow che però lasciò il film perché non condivideva la scelta del cast.